# Чокін Шафік Чокінович
Шафі́к Чо́кинович Чо́кін (каз. Шапық Шоқыұлы Шокин; 1 жовтня 1912 — 4 липня 2003) — казахський радянський вчений-енергетик, організатор науки і громадський діяч. Засновник енергетичної науки в Казахстані. Засновник і перший директор Казахського науково-дослідного інституту енергетики. Доктор технічних наук (1954), професор (1956). Академік (1954) і другий Президент (1964) Академії наук Казахської РСР. Народний Герой Казахстану (1996). Відомий як автор та ініціатор великомасштабних проектів у галузі енергетики Казахстану, один із сподвижників академіка К. І. Сатпаєва.

## Біографія

### Дитинство і юність
Шафік Чокін був найменшою, дев'ятою дитиною в бідній багатодітній сім'ї, де вже було восьмеро дітей — п'ятеро братів і три сестри. Його батько, Шоки Баймагамбетов, розуміючи важливість освіти, незважаючи на важке матеріальне становище у сім'ї, відправив старшого сина Ризу на навчання. Згодом, після смерті батька у 1918 році, Риза «встав на ноги» і допомагав усій родині. В середині 1920-х років Шафік Чокін навчався в аульній школі та школі селянської молоді в Баян-Аулі. У 1926 році Риза зарізав єдину в сім'ї корову і відправив Шафіка на навчання в місто Каркаралінськ в педагогічний технікум, який той закінчив у 1930 році. З 1931 по 1933 роки Шафік Чокін навчався в Середньоазіатському інституті інженерів і техніків іригації в Ташкенті. У 1934 році вступив і в 1937 році закінчив гідромеліораційний факультет Омського сільськогосподарського інституту імені С. М. Кірова. Навчаючись, брав активну участь у студентському житті. Так, під час навчання в Ташкенті Чокін був заступником голови Середньоазіатського бюро пролетарського студентства. В період навчання в Омську — головою земляцтва студентів Казахстану, які навчалися у цьому місті.

### Початок кар'єри
Після закінчення інституту в 1937 році Шафік Чокін був направлений на роботу в Казахський республіканський трест з електрифікації сільського господарства Наркомзему КазРСР (Казсільгоспелектро), де до 1939 року обіймав посади інженера, старшого інженера, завідувача відділом. У 1939 році він був призначений головним інженером та заступником директора тресту з технічної частини. В тому ж році Шафік Чокін вступив до лав КПРС.
Під час Німецько-радянської війни в цілях безпеки Президія Академії наук СРСР була евакуйована в Алма-Ату разом з багатьма вченими з різних галузей. У 1943 році Шафік Чокін, як учасник комісії «з мобілізації ресурсів Сибіру, Уралу та Казахстану на потреби фронту», перебував у селищі Борове (Бурабай) в Акмолинській області, де відбулася зустріч молодого інженера з академіком Глібом Кржижановським. Крижановський мав великий вплив на формування Чокіна як ученого-енергетика.
У тому ж 1943 році голова Президії казахської філії Академії наук СРСР Каниш Імантайович Сатпаєв запросив Чокіна до КазФАН СРСР і запропонував очолити сектор енергетики, що для Чокіна означало припинення його інженерної діяльності та перехід в науку. Зрештою він прийняв пропозицію Сатпаєва. 
У 1945 році Шафік Чокін був нагороджений медаллю «За доблесну працю у Великій Вітчизняній війні 1941—1945 рр.», а також почесною грамотою Академії наук СРСР у зв'язку з її 220-річчям.

### Інститут енергетики
У 1944 році на базі сектора енергетики КазФАН Чокін організував Казахський науково-дослідний інститут енергетики, який став першим науковим закладом з енергетики в Казахстані, який беззмінно очолював до 1988 року. КазНДІ енергетики Міненерго СРСР в період керівництва академіка Чокіна став однією з найпрогресивніших наукових установ енергетичного профілю в Радянському Союзі, з унікальними експериментальними базами, багато з яких не мали аналогів у світі. З цим інститутом пов'язані всі найбільші наукові досягнення академіка Чокіна і основні наукові відкриття в області енергетики Казахстану. У його стінах були розроблені комплексна система науково-технічного прогнозу розвитку енергетики Казахстану, проекти каналу Іртиш — Караганда, Капчагайської ГЕС, повороту сибірських річок. Більшість монографій Чокіна, в тому числі «Енергетика Казахстану», були написані під час роботи в інституті.

### Академія наук Казахської РСР

#### Під керівництвом Сатпаєва
Прийшовши в 1943 році в Казахську філію АН СРСР завідувачем сектору енергетики, Чокін брав активну участь у створенні Академії наук Казахської РСР, а з її заснування у 1946 році займав в її системі ключові посади — у тому ж 1946 році, до цієї посади та керівництва інститутом енергетики додалися обов'язки заступника голови відділення мінеральних ресурсів — з 1954 по 1955 роки Чокін був головою цього відділення; з 1954 до 1968 року Шафік Чокинович був членом Президії Академії наук Казахської РСР і брав активну участь в управлінні нею; з 1955 до 1962 був головним вченим секретарем Президії АН КазРСР. Виховання і всебічна підтримка наукових кадрів, створення в академії творчої і дружньої атмосфери, близька взаємодія з Академією наук СРСР та республіканськими академіями з метою взаємного обміну досвідом — все це були особливості роботи АН Казахської РСР в період президентства Сатпаєва. Шафік Чокін, вважаючи обраний курс розвитку Академії правильним, всіляко підтримував її президента у багатьох сферах.

#### Обрання Президентом Академії Наук Казахської РСР та звільнення з посади
У 1964 році, після смерті академіка Сатпаєва, Шафік Чокін був обраний Президентом Академії Наук Казахської РСР. Обранню передували бесіди і суперечки в ЦК КПРС і ЦК КП Казахстану. Союзне керівництво дійшло висновку, що на той момент це був найбільш відповідний кандидат. Займаючи посаду голови Академії, Чокін дотримувався стилю керівництва і продовжував традиції її засновника і першого президента Каниша Імантайовича Сатпаєва.
Однак незабаром навколо казахської Академії наук та її президента Чокіна почали «згущатися хмари». В Академію зачастили комісії, з'явилися невдоволення і причіпки з боку керівництва республіки. Про це стало відомо в ЦК КПРС — у травні 1966 року до Алма-Ати прибула комісія Академії наук СРСР на чолі з її президентом Мстиславом Келдишем. Була детально вивчена діяльність АН КазССР і її президента Чокіна. Келдиш та інші члени комісії залишилися задоволені роботою республіканської Академії та її керівника. Позитивна оцінка відображена в постанові Президії Академії наук СРСР № 579 від 26.06.1966 р. Не дивлячись на це у 1967 році Шафік Чокін був знятий з посади президента Академії наук Казахської РСР «за власним бажанням».

### Партійна діяльність та інші пости
Разом з науковою діяльныітю Шафік Чокін брав активну участь у громадсько-партійному житті країни. У 1948-1952 роках він обирався депутатом Фрунзенської районної ради народних депутатів Алма-Ати. У 1956-1962 роках — був членом Алма-Атинського міськкому партії, депутатом Алма-Атинської міської ради.
Будучи президентом Академії наук, академік Чокін обирався депутатом Верховної Ради СРСР (6-го скликання, 1962—1966), заступником Голови Ради Союзу Верховної Ради СРСР 6-го скликання. З 1966 до 1971 року був членом ЦК Компартії Казахської РСР.
У 1960 році Чокін був членом делегації СРСР для участі в роботі енергетичної конференції Організації Об'єднаних Націй для країн Азії і Далекого Сходу, що проходила в Бангкоку, де виступав з доповідями з питань розвитку загальної енергетики, гідроенергетики і водного господарства СРСР.
У 1962—1964 роках академік Чокін був головою об'єднаних рад Академії наук Казахської РСР з прийому докторських і кандидатських дисертацій за спеціальностями гідроенергетика, загальна енергетика, хімія та промислова теплотехніка, металургія чорних, кольорових, рідкісних і благородних металів і розроблення родовищ твердих корисних копалин.
З 1963 по 1979 роки Шафік Чокинович був членом технічної ради Міненерго КазРСР. У 1964—1968 роках — членом наукової ради «Енергетика та електрифікація» державного комітету з координації науково-дослідних робіт СРСР. З 1965 до 1975 року Чокін був членом Вищої атестаційної комісії Міністерства вищої і середньої спеціальної освіти СРСР.
У 1965 році був членом парламентської делегації СРСР, у складі якої виступав з доповіддю на Всесвітній конференції науковців. У 1968 році був членом делегації СРСР на Всесвітній енергетичній конференції, яка проходила в Москві. У 1971 році Шафік Чокін був членом делегації СРСР у Парижі на Всесвітній конференції з гідравлічних досліджень, де виступав з доповіддю. У 1973 році був заступником голови оргкомітету Симпозіуму Європейської Економічної Комісії ООН по математичним моделям економіки секторів енергетики.

### Останні роки життя
14 червня 1988 року спільним рішенням колегії Міністерства енергетики і електрифікації СРСР і президії Академії наук Казахської РСР Шафік Чокін був призначений почесним директором Казахського науково-дослідний інститут енергетики. За життя академіка, 30 вересня 1992 року, постановою Ради міністрів Республіки Казахстанінституту енергетики було присвоєне ім'я Шафіка Чокіна.
У 1993 році Чокін був обраний почесним членом Національної інженерної академії Республіки Казахстан.
7 червня 1996 року, «за видатні заслуги в розвитку науки і енергетики, великий особистий внесок у підготовку висококваліфікованих наукових кадрів», Шафік Чокинович Чокін указом президента Казахстану удостоєний звання «Народний Герой» і нагороджений орденом «Отан»..
У 2002 році, під час урочистого святкування 90-річчя академіка, Шафіку Чокіну присвоєне почесне звання «Почесний громадянин міста Алмати».
Помер Шафік Чокін на 91-му році життя. Церемонія прощання пройшла в головній будівлі Національної Академії наук Республіки Казахстан. Похований академік в Алмати на Центральному цвинтарі навпроти свого вчителя Каниша Імантайовича Сатпаєва.

### Родина
- Брат — Чокін Риза Чокинович[ru] (1900—1981), казахський радянський партійний і громадський діяч.
- Син — Чокін Канат Шафікович (нар. 1948) — вчений-фізик, доктор фізико-математичних наук, академік Нью-Йоркської академії наук (США), лауреат Державної премії Республіки Казахстан.
- Дочки — Бахит Шафіковна — хімік, Марал Шафіковна — медик.

## Внесок у науку

### Загальні дослідження
Наукові інтереси Чокіна охоплювали загальну енергетику, гідроенергетику, водогосподарсько-енергетичні проблеми. Шафік Чокін поклав основу комплексної системи науково-технічного прогнозування розвитку енергетики Казахстану, обґрунтував шляхи формування паливно-енергетичних комплексів країни. Шафік Чокинович розробив методику оцінки масштабів, структури та дислокації генеруючих потужностей, а також енергоспоживання та оптимізації шляхів енергопостачання галузей народного господарства. Монографія Чокіна «Енергетика Казахстану», в якій була опублікована велика частина досліджень у вищезгаданих галузях, отримала високу оцінку видатного радянського енергетика Р. М. Кржижановського. Чокін — засновник та впродовж майже півстоліття беззмінний керівник Казахстанського науково-дослідного інституту енергетики, одної з найбільших наукових установ енергетичного профілю в СРСР. Автор проектів каналу Іртиш — Караганда, Капчагайської ГЕС.
Академік Чокін створив і розробив принципово нову високоефективну технологію виробництва міді, свинцю і цинку — киснево-зважену циклонно-електротермічну плавку, яка забезпечує комплексне вилучення основних цінних складових та захист навколишнього середовища від викидів. Циклонний спосіб переробки різного металургійної та технологічної сировини був успішно впроваджений в промисловість. Це досягнення Чокіна відзначено Державною премією Казахської РСР 1978 року.

### Організація Академії наук Казахської РСР
Будучи одним з найближчих сподвижників академіка Каниша Сатпаєва, Шафік Чокін вніс величезний внесок у створення та розвиток Академії наук Казахстану. В цілях отримання згоди на організацію Академії він разом з Сатпаєвим здійснив низку поїздок до Москви, де доводив необхідність її заснування в Раді баз і філій АН СРСР, відділ науки ЦК КПРС, Академії наук СРСР. Також Чокін брав участь у підготовці кваліфікованих наукових кадрів-майбутніх працівників АН КазРСР — підготував кілька десятків аспірантів. Одним з найважливіших етапів створення Академії була організація в КазФАН СРСР 11 нових науково-дослідних інститутів. Чокін брав активну участь у вирішенні питання про розміщення нових наукових організацій.

### Будівництво каналу Іртиш— Караганда
В кінці 1940-х років учені зрозуміли серйозність проблеми дефіциту води в Центральному Казахстані. Через територію Казахстану протікають 2174 річки, серед яких повноводні Іртиш, Ішим, Урал, Сирдар'я, Ілі та інші. Проте лише 5,5 % води річок припадало на частку Центрального Казахстану. Ще більшу увагу до проблеми привернуло те, що у 1948 році К. І. Сатпаєв запропонував перенести столицю Казахської РСР з Алма-Ати в Караганду або Акмолинськ (нині Астана), що знаходяться в даному регіоні.
У 1949 році, під час виїзної сесії Академії наук Казахської РСР, Ш. Ч. Чокін запропонував спорудити канал, який би перенаправив в Центральний Казахстан води Іртиша. Ця ідея викликала безліч суперечок серед наукової громадськості. Вчені московського інституту «Водоканалпроект» та Інституту гідрогеології та гідрофізики АН КазРСР вважали більш розумною ідею використання підземних вод. Проте пізніше виявилося, що підземні води могли забезпечити потреби регіону лише на чверть. Таким чином було прийнято рішення про проектування каналу.
Чокін організував і очолив ряд експедицій з розробки схеми використання річок Центрального і Північного Казахстану, вибору траси майбутнього каналу. Будучи директором інституту енергетики, академік керував проектуванням об'єкта. Робота була завершена до кінця 1950-х. У 1959 році К. І. Сатпаєв обґрунтував необхідність будівництва каналу перед головою Держплану СРСР Косигіним і добився включення його будівництва в семирічку. На виїзній сесії Академії наук Казахської РСР в Караганді голова Раднаргоспу Г. Оніко запропонував назвати канал «Іртиш-Караганда». У тому ж році було розпочато будівництво каналу, яке завершилося у 1974 році.

### Проект перекидання сибірських річок
На початку 1950-х академік Чокін підняв питання про перекидання частини стоку сибірських річок в Казахстан і Середню Азію. Головною причиною для підняття академіком даного питання стала проблема Аральського моря. Основні джерела води Аралу, річки Сирдар'я і Амудар'я, розтікалися по бавовняним і рисових полях і в результаті основна частина води не доходила до моря. Чокін вважав, що у разі зникнення Аралу мільярди тонн соляного пилу могли піднятися вгору і розпорошитися на великій території навколо моря, що, враховуючи його отруйний склад, могло бути чревате негативними наслідками для людей, які населяли прилеглі райони. Теоретично, розроблений Чокіним проект міг вирішити проблему висихання Аральського моря. Іншими передумовами для підняття Шафіком Чокиновичем питання були дефіцит води і зростаюча потреба в електроенергії на території Казахстану і Середньої Азії. Зміцнював впевненість Чокіна у правильності ідеї розроблений і успішно впроваджений в експлуатацію канал Іртиш — Караганда, який на думку багатьох міг вважатися першим етапом перекидання. Протягом майже двадцяти років Інститутом енергетики під його безпосереднім керівництвом велася розробка даного проекту. У 1978 році була складена та передана в Мінводгосп СРСР принципова схема його здійснення. Але через високу вартість і сумніви у важливості цієї ідеї, ЦК КПРС було прийняте рішення про згортання проектних робіт.
З моменту підняття Чокіним питання про перекидання частини стоку сибірських річок і аж до теперішнього часу ця ідея піддається критиці багатьма ученими, у тому числі О. Л. Яншиним, Л. С. Понтрягіним, А. Г. Аганбегяном, М. І. Агошковим. Головними аргументами противників ідеї є підйом ґрунтових вод уздовж каналу, що призведе до порушення складу флори та зміни клімату в цих регіонах. Також вони стверджують, що проект спричинить за собою зміну теплового балансу в Арктиці і відповідно зміну клімату на значних територіях Росії.

## Основні праці, монографії
- Чокин Ш. Ч. [и др.]. Енергетика Казахстану = Энергетика Казахстана / Под общ. ред. акад. Ш. Ч. Чокина. — Алма-Ата : Акад. наук Казах. ССР. Ин-т энергетики, 1958. — 224 с.
- Чокин Ш. Ч. Наукові основи енергопостачання сільського господарства Казахстану = Научные основы энергоснабжения сельского хозяйства Казахстана. — Алма-Ата : [б. и.], 1966.
- Чокин Ш. Ч. [и др.]. Основи розвитку енергетики Казахстану = Основы развития энергетики Казахстана. — Алма-Ата : Казахстан, 1971. — 280 с.
- Чокин Ш. Ч. Енергетика і водне господарство Казахстану: (науково-технічний прогноз) = Энергетика и водное хозяйство Казахстана: (научно-технический прогноз). — Алма-Ата : Казахстан, 1975. — 303 с.
- Чокин Ш. Ч. Методика розрахунку регулювання стоку (при комплексному використанні ресурсів) = Методика расчета регулирования стока (при комплексном использовании ресурсов) / Ш. Ч. Чокин, В. А. Григорьев, В. К. Редькин. — Алма-Ата : Наука КазССР, 1977. — 300 с.
- Чокин Ш. Ч. Паливно-енергетичний баланс Казахстану = Топливно-энергетический баланс Казахстана. — Алма-Ата, 1979.
- Чокин Ш. Ч. Інженерні методи розрахунку регулювання стоку = Инженерные методы расчёта регулирования стока. — Алма-Ата, 1980.
- Чокин Ш. Ч. Проблеми загальної енергетики і єдиної енергетичної системи = Проблемы общей энергетики и единой энергетической системы / Энергосетьпроект ; отв. ред. Ш. Ч. Чокин. — Москва : [б. и.], 1980. — 93 с.
- Чокин Ш. Ч. Розрахунки водосховищ багатоцільового призначення = Расчёты водохранилищ многоцелевого назначения. — Алма-Ата, 1983.
- Чокин Ш. Ч. Регулювання навантаження електроенергетичної системи = Регулирование нагрузки электроэнергетической системы. — Алма-Ата, 1985.
- Чокин Ш. Ч. Управління навантаженням електроенергосістем: (техніко-економічні питання) = Управление нагрузкой электроэнергосистем: (технико-экономические вопросы) / Ш. Ч. Чокин, Э. Э. Лойтер. — Алма-Ата : Наука, 1985. — 287 с.
- Чокин Ш. Ч. Параметри і режими гідроелектростанцій = Параметры и режимы гидроэлектростанций / Ш. Ч. Чокин, И. М. Мальковский, А. С. Паутов. — Алма-Ата : Наука, 1983. — 220 с.
- Чокин Ш. Ч. Енергетика та електрифікація Східного Казахстану = Энергетика и электрификация Восточного Казахстана / Ш. Ч. Чокин, Т. С. Сартаев, А. Ф. Шкрет. — Алма-Ата : Наука, 1986. — 240 с.
- Чокин Ш. Ч. Енергетика та електрифікація Південного Казахстану = Энергетика и электрификация Южного Казахстана / Ш. Ч. Чокин, Т. С. Сартаев, А. Ф. Шкрет. — Алма-Ата : Наука, 1987. — 320 с.
- Чокин Ш. Ч. Енергетика та електрифікація Західного Казахстану = Энергетика и электрификация Западного Казахстана / Ш. Ч. Чокин, Т. С. Сартаев, А. Ф. Шкрет. — Алма-Ата : Наука, 1988. — 240 с.
- Чокин Ш. Ч. Енергетика та електрифікація Північного і Центрального Казахстану = Энергетика и электрификация Северного и Центрального Казахстана / Ш. Ч. Чокин, Т. С. Сартаев, А. Ф. Шкрет. — Алма-Ата : Наука, 1988. — 336 с.
- Чокин Ш. Ч. Енергетика та електрифікація Казахстану = Энергетика и электрификация Казахстана / Ш. Ч. Чокин, Т. С. Сартаев, А. Ф. Шкрет. — Алма-Ата : Наука, 1990. — 333 с.
- Чокин Ш. Ч. Чотири пори життя: Спогади і роздуми = Четыре времени жизни: Воспоминания и размышления. — Алмати : Білім, 1992. — 432 с.
- Чокин Ш. Ч. Шлях національної академії наук: спогади і роздуми = Путь национальной академии наук: воспоминания и размышления. — Алмати : Ғылым, 1996. — 256 с.

## Пам'ять
Іменем академіка Чокіна названі:
- Казахський науково-дослідний інститут енергетики;
- Вулиця в Павлодарі та Алмати;
- Премія в галузі енергетики президії Академії наук Республіки Казахстан;
- Премія за видатні інженерні розробки і прогресивні технології, впроваджені у виробництво та що зробили великий внесок у розвиток промисловості суверенного Казахстану національної інженерної академії Республіки Казахстан[19]
- Іменна стипендія Ш. Ч. Чокіна в Павлодарському державному університеті імені С. Торайгирова[kk][20].

У селищі Баянаул на алеї слави встановлено бюст академіка Чокіна, також пам'ятник Чокіну встановлено в Алмати на могилі академіка і на території Казахстанського НДІ енергетики. У КазНДІ енергетики відкрито меморіальний музей Шафіка Чокіна.
Спілка інженерів-енергетиків Казахстану у 2009 році виступила з ініціативою про присвоєння Капчагайській ГЕС імені академіка Чокіна.
В 2013 році режисер Каліла Умаров зняв документальний фільм «Шафік Чокін».

## Нагороди
- нагороджений медаллю «За доблесну працю у Великій Вітчизняній війні 1941—1945 рр.» (1945)
- нагороджений Почесною грамотою Академії наук СРСР у зв'язку з 220-річчям (1945)
- Заслужений діяч науки Казахської РСР (1961)
- Відмінник енергетики і електрифікації СРСР (1966)
- нагороджений медаллю «За доблесну працю в ознаменування 100-річчя з дня народження Володимира Ілліча Леніна» (1970)
- нагороджений ювілейним знаком «50 років плану ГОЕЛРО» (1970)
- нагороджений орденом Трудового Червоного Прапора (1971)
- лауреат Державної премії Казахської РСР (1972)
- нагороджений медаллю «30 років перемоги у Великій Вітчизняній війні 1941—1945 рр.» (1975)
- нагороджений значком «60 років ГОЕЛРО» (1980)
- нагороджений орденом Жовтневої Революції (1982)
- Почесний енергетик СРСР (1982)
- лауреат премії ім. К. І. Сатпаєва (1991)
- Народний герой Казахстану (1996)
- Почесний громадянин міста Алмати (2002)
- Має ряд медалей і грамот Верховної Ради СРСР